# Brigitta Callens
Brigitta Callens, detta Gitta (Oudenaarde, 28 settembre 1980), è una modella belga, incoronata Miss Belgio 1999.
Grazie alla vittoria del titolo, la Callens ha ottenuto il diritto di rappresentare il Belgio a Miss Mondo 1999.
In seguito, Brigitta Callens ha intrapreso la carriera di modella professionista, grazie ad un contratto firmato con l'agenzia di moda Stafford Miller. La Callens è diventata la testimonial della campagna promozionale internazionale del dentifricio Sensodyne.